# Metallurgie
Metallurgie (Oudgrieks: μέταλλον métallon: (eigenlijk 'mijn', via metonymie >) metaal, erts, en ἔργον érgon: werk) is het vakgebied binnen de materiaalkunde dat zich bezighoudt met het bewerken van metaalerts en metaalschroot, zodanig dat deze kunnen dienen als basis voor de vervaardiging van metalen producten. De oudste vorm van menselijke metaalbewerking is de koper-metallurgie, die ontstond aan het einde van de jonge steentijd.  

## Metallurgie als praktijk en als wetenschap
Het vakgebied van de metallurgie omvat, net als andere takken van de materiaalkunde, zowel de technische praktijk als de achterliggende wetenschap.

### Metallurgische industrie
De metallurgische praktijk begint met het winnen van metalen uit metaalerts of metaalschroot, de extractieve metallurgie; de tweede stap is de bewerking een tot bruikbaar metalen materiaal, meestal een legering; de laatste stap is de vormgeving naar een verhandelbaar halffabricaat. 
De industriële omgeving waarin dit gebeurt is de metallurgische industrie of basismetaalindustrie; daarbinnen is de staalindustrie veruit de belangrijkste. 

### Metallurgische wetenschap
De metallurgische wetenschap bestudeert de natuur- en scheikundige gedragingen van metalen en legeringen.

## Nagestreefde materiaaleigenschappen
Een metallurgisch ingenieur (metallurg) probeert de structuur van een gegeven metaal zodanig te wijzigen, dat het betreffende metaal de specifieke eigenschappen krijgt die een mechanisch, elektrisch, of bouwkundig ingenieur voor zijn werk nodig heeft. Men wil uiteindelijk de volgende eigenschappen bereiken:
- mechanische eigenschappen, bijvoorbeeld treksterkte
- corrosiebestendigheid, bijvoorbeeld bij roestvast staal
- elektrische eigenschappen, bijvoorbeeld de geleidbaarheid van aluminium en koper.

## Technologie
Vanaf de winning van het erts tot aan de productie van een bruikbaar voorwerp behelst de metallurgie verschillende technologische stappen.

### Mijnbouw
De voorbereidende stap in de bereiding van metaal is het mijnen van het metaalerts, waarin het gezochte metaal zich - meestal in chemisch gebonden toestand - bevindt: het ertsmineraal. Chemisch ongebonden, zuiver metaal, komt in de natuur weinig voor.

### Extractieve metallurgie
De volgende stap is de extractieve metallurgie, waarmee het chemisch gebonden metaal langs chemische weg wordt vrijgemaakt uit het metaalerts. Daarbij zijn de volgende chemische bewerkingen mogelijk:
- pyrometallurgie: de benodigde chemische reactie: reductie van oxide (m.n. ijzererts) of van sulfide (onder andere kopererts) tot metaal wordt gestimuleerd door warmte waardoor het smelt. Enkele veelgebruikte installaties zijn de hoogoven, het wervelbed en de elektrische boogoven.
- hydrometallurgie: de reacties verlopen in een waterig milieu. Voorbeelden van gebruikte technieken zijn logen en precipitatie.
- elektro-winning: elektrische stroom zorgt voor de reductie van het metaalion naar het gewilde metaal. Dit kan door elektrolyse in waterig milieu gebeuren (bijvoorbeeld bij de bereiding van zink), maar ook in gesmolten zouten, zoals bij de aluminiumproductie.

### Metaalbereiding
Na de chemische extractie volgt de fysische bereiding van het benodigde eindmateriaal. Voor het verkrijgen van bruikbaar materiaal worden er in de smeltkroes, door middel van verhitting, mengsels bereid van een metaal waaraan andere metalen of niet-metalen worden toegevoegd. Bij de vorming van dergelijke mengsels (legeringen) is de nauwkeurigheid (de verhouding tussen de verschillende ingrediënten) van groot belang. Hoogwaardig staal bestaat uit een mengsel van ijzer met een groot aantal toevoegingen die zijn eigenschappen, bijvoorbeeld de treksterkte, beïnvloeden.

#### Warmtebehandelingen
Voordat het materiaal zijn uiteindelijke vaste vorm bereikt (gegoten is) zijn er verscheidene warmtebehandelingen, om de gewenste materiaaleigenschappen te bereiken:
- afschrikken
- gloeien

Door bijvoorbeeld een werkstuk snel af te koelen, of juist heel geleidelijk, wordt de microstructuur beïnvloed. Een voorbeeld is het harden van staal door het af te schrikken, waarbij martensiet wordt gevormd.

### Vormgeving
De uiteindelijke, gewenste vorm wordt bereikt met een vormgevingsstap:
- lassen
- solderen
- smeden
- walsen
- draadtrekken

en ook hierbij veranderen de microstructuur en de materiaaleigenschappen. Staaldraad wordt bijvoorbeeld vele malen sterker door het te trekken, omdat de perlietstructuur meer in de richting van de trekas georiënteerd wordt.